# Eta Andromedae
Eta Andromedae (η And) – gwiazda w gwiazdozbiorze Andromedy. Znajduje się w odległości 243 lat świetlnych od Ziemi.

## Nazwa
Nazwa własna gwiazdy, Kui, pochodzi od chiń. 奎; pinyin Kuí, oznaczającego „nogi”. Pochodzi ona od jednej z chińskich stacji księżycowych. Międzynarodowa Unia Astronomiczna w 2025 formalnie zatwierdziła użycie nazwy Kui dla określenia tej gwiazdy.

## Charakterystyka
Główny składnik, Eta Andromedae A, to gwiazda spektroskopowo podwójna. W widmie widoczne są linie pochodzące od obu gwiazd. Jest to para żółtych podolbrzymów lub olbrzymów o sumarycznej jasności wizualnej 4,42m. Składniki obiegają się w czasie 115,7 dni.
Drugi składnik układu, Eta Andromedae B, jest oddalony od centralnej pary o 131,7″. Jasność obserwowana tej gwiazdy to zaledwie 12,34m.